# James E. Young

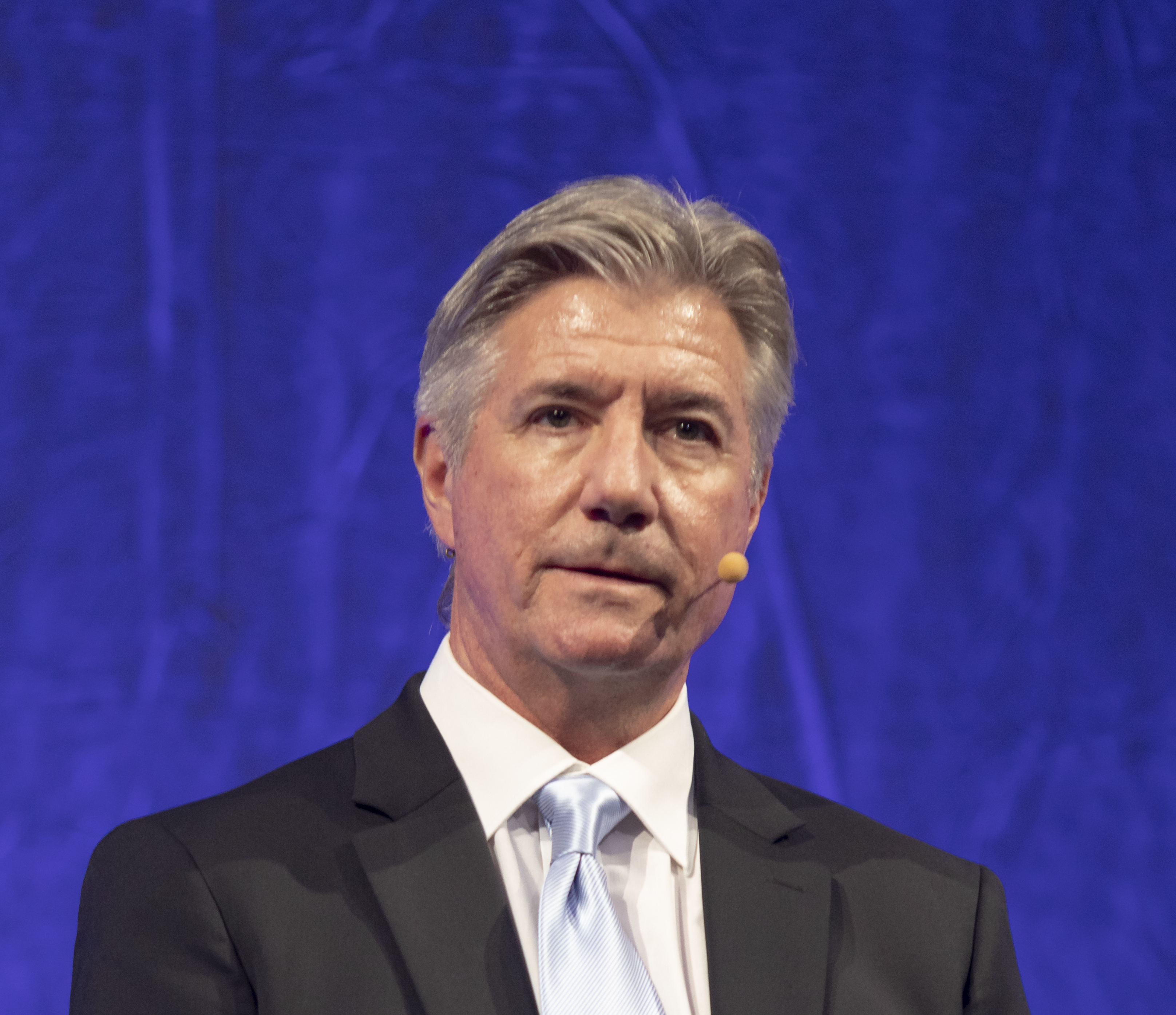
James E. Young, Trondheim, Norwegen 2018

James Edward Young (geboren am 26. August 1951 in San José, Kalifornien) ist ein US-amerikanischer Sprachwissenschaftler und Judaist.

## Leben
James E. Young studierte an der University of California, Santa Cruz und machte 1976 den Master an der University of California, Berkeley.
Er wurde 1983 an der University of California, Santa Cruz promoviert und wurde Assistent am Bryn Mawr College. Ab 1984 war er „Dorot Professor of English and Hebrew/Judaic Studies“ an der New York University. Seit 1988 lehrt er als Professor für Englische und Jüdische Studien an der University of Massachusetts Amherst. Er ist Direktor der „Association for Jewish Studies“ (AJS). Gastprofessor war er an der University of Washington, an der Harvard University und der Princeton University und hatte neben einem Guggenheim-Stipendium eine Reihe weiterer Stipendien.
Young forscht zur Erzähltheorie, zur Bildtheorie, zum Kulturellen Gedächtnis und zum Holocaust. Er hat eine Vielzahl von Aufsätzen veröffentlicht. Das Buch The Texture of Memory. Holocaust Memorials and Meaning schrieb er in Berlin, als dort nach der politischen Wende die Berliner Mauer abgebrochen wurde und Mauerbrocken in sauberen Plastikbeuteln in Souvenirläden angeboten wurden, um in dieser „Textur“ in das Gedächtnis einzugehen. Für das Buch wurde er mit dem National Jewish Book Award ausgezeichnet.
Er kuratierte 1994 im Jewish Museum in New York die Ausstellung The Art of Memory:  Holocaust Memorials in History, die auch nach Berlin und München ging. Der Berliner Senat berief ihn 1997 in die Findungskommission für das Denkmal für die ermordeten Juden Europas. 2003 wurde er in den Beirat für das National September 11 Memorial and Museum berufen. Seit 2012 erscheint unter seiner Leitung die zehnbändige Dokumentenausgabe Posen Library of Jewish Culture and Civilization bei der Yale University Press.
2025 wurde Young zum Mitglied der American Academy of Arts and Sciences gewählt.

## Schriften (Auswahl)
- Writing and Rewriting the Holocaust : narrative and the consequences of interpretation. Bloomington : Indiana Univ. Pr., 1988 Ph. D. University of California, Santa Cruz 1983
  - Beschreiben des Holocaust : Darstellung und Folgen der Interpretation. Übersetzung Christa Schuenke. Frankfurt am Main : Jüdischer Verlag, 1992 ISBN 3-633-54055-5
- The Texture of Memory. Holocaust Memorials and Meaning. New Haven : Yale University Press, 1993
  - Formen des Erinnerns : Gedenkstätten des Holocaust. Wien : Passagen-Verl., 1997 ISBN 3-85165-174-X
- (Hrsg.):  Mahnmale des Holocaust : Motive, Rituale und Stätten des Gedenkens. [Zur Ausstellung The Art of Memory: Holocaust Memorials in History.] München : Prestel, 1994 ISBN 3-7913-1337-1
- At Memory's Edge:  After-images of the Holocaust in Contemporary Art and Architecture. New Haven : Yale University Press, 2000
  - Nach-Bilder des Holocaust in zeitgenössischer Kunst und Architektur. Übersetzung Ekkehard Knörer. Hamburg : Hamburger Edition, 2002 ISBN 3-930908-70-0
- (Hrsg.): The Posen Library of Jewish culture and civilization. 10 1973-2005. New Haven : Yale University Press, 2012